# Grupo Indalo
El Grupo Indalo es un conglomerado empresarial de Argentina fundado en 1999 que agrupa una amplia gama de empresas de producción y servicios de diferentes rubros. En la actualidad emplea alrededor de 18.000 personas. Sus empresas incluyen medios de comunicación, petroleras, inversoras, constructoras, industria alimentaria, bancas, entre otros.
Su nombre responde a una figura ancestral que se encuentra en la cueva de los Letreros, símbolo de Almería, provincia española de donde proviene la familia del fundador del Grupo, el empresario argentino Cristóbal López.

## Historia

### Comienzos
En 1958, desde el sur de España la familia López se radica en Comodoro Rivadavia que vivía en pleno boom petrolero. En 1966, crean una empresa familiar. Con el correr del tiempo dicha empresa se convierte en la mayor forrajería de la Patagonia.
En 1976, los padres de Cristóbal López fallecen en un accidente automovilístico y él se hace cargo de la empresa. En 1978, Transportes Cristóbal López SRL comienza a prestar servicios de transporte de cargas sólidas a diferentes firmas de la ciudad de Comodoro Rivadavia. En 1983, gana su primera licitación de transporte de cargas líquidas para YPF y se inicia en la oferta de servicios a la industria hidrocarburífera.

### Década de 1990
En 1990, adquiere la empresa Feadar SA, representante de Scania en la Patagonia. Al año siguiente, Transportes Cristóbal López SRL cambia su denominación a Clear SRL. Hacia 1992, la empresa controla el casino de la ciudad. En 1994, se conforma la firma Tsuyoi, primer concesionario Toyota en la Patagonia y en 1996, se adjudica a Clear SRL mediante licitación pública nacional el área de Cerro Negro en la provincia de Chubut.
En 1997 se realizan las primeras compras de tierras en la provincia de Catamarca para ser destinadas a las plantaciones de olivos de la empresa Promet SA, constituida ese mismo año. Mientras que, al año siguiente, la empresa de transporte de pasajeros Indalo S.A., empieza a operar en la ciudad de Neuquén. En 1999, las empresas de Cristóbal López comienzan a integrarse para conformar el Grupo.

### Década de 2000
En 2001, se crea Oil m&s SA para prestar servicios a la industria petrolera. Hacia 2005, dicha empresa obtiene mediante licitación pública nacional las primeras áreas para la explotación petrolera y una derivación surge Oil Construcciones. También, nace la empresa Inversora m&s, el aceite de oliva virgen extra Indalo comienza a ser envasado y se construye la planta elaboradora de aceitunas de mesa en Villa de Pomán, Catamarca. Hacia 2006, adquiere la firma Álcalis de la Patagonia SAIC, dedicada a la producción de carbonato de sodio en la provincia de Río Negro, e Indalo S.A., empieza a operar en Plottier.
En 2009, adquiere la empresa CPC Ingeniería e Infraestructura SA dedicada a obras viales, civiles e industriales, la Petrolera Cerro Negro SA se constituye como la compañía productora de petróleo y gas del Grupo, se crea la empresa Urbanizadora Gea SA y adquiere Paraná Metal SA, productora de piezas para la industria automotríz ubicada en la provincia de Santa Fe.

### Década de 2010
En 2010, comienza a operar Oil Combustibles y su red de estaciones de servicio. También, la firma La Salamandra, dedicada a la producción de dulce de leche y quesos pasa a integrar parte del grupo y, además, el grupo compra en la ciudad de Comodoro Rivadavia la FM 98.7 Radio del Mar, la revista Noche Polar y la empresa IGD, integrada por Diario El Patagónico y FM 90.3. Ese mismo año, adquiere el portal de noticias e información general minutouno.com.
El 26 de abril de 2012, el canal de noticias C5N y Radio 10 pasan a formar parte del Grupo, que pertenecían al Grupo Infobae de Daniel Hadad. También, se queda con el 40% de Canal 9 de Comodoro Rivadavia. que fue aprobada por la AFSCA bajo codición que el Grupo Indalo tendría que transferir dos radios del área metropolitana (Vale y TKM) y un servicio de suscripción, para adecuarse. La transferencia fue aprobada en 2013 por Sabbatella, Jorge Capitanich el consejo federal), Ignacio Saavedra (designado por el PEN), Claudio Schifer UCR (designado por la comisión bicameral), y Eduardo Seminara (también por el consejo federal); y rechazada por Marcelo Stubrin de la UCR),
En 2013, la empresa Establecimiento Santa Elena SA inaugura una planta frigorífica propia en la localidad de Gobernador Costa, Chubut. También ese año, adquiere el 81% de la productora Ideas del Sur.
Para 2014 el grupo presentó su adecuación ante la AFSCA, organismo que controlaba la aplicación a la ley de medios. En el transcurso del año 2014 el grupo podría desprenderse de algunos de sus medios de acuerdo a lo pactado con el organismo de control. A raíz de la compra del canal C5N y de Radio 10, el grupo vende la empresa de transporte de pasajeros Indalo S.A. a Autobuses Santa Fe debido a la incompatibilidad entre las licencias audiovisuales y la prestación de servicios públicos.
En 2015, continua su expansión en el mercado audiovisual adquiriendo en febrero el 60% de la empresa Editorial Amfin S.A, - empresa editora del diario Ámbito Financiero - y posteriormente, en el mes de marzo, comprando el 51% de la productora "La Corte" (encargada de la producción del programa Fútbol Para Todos). y el 81% de Pensado Para Televisión. Ese mismo año, Indalo compra la filial de Assicurazioni Generali en Argentina.
El 10 de febrero de 2016, el Grupo continuó expandiendo su rubro de medios, confirmando la compra de la señal de noticias CN23, el diario gratuito El Argentino y el 50% de la radio Vorterix Rock pertenecientes al Grupo Veintitrés de Sergio Szpolski.
En octubre de 2017 el grupo es adquirido por OP Investments de Ignacio Rosner, cambiando su nombre a Grupo Ceibo. En 2019 la justicia federal a manos de Servini procesó a un empresario macrista Orly Terranova por intento de extorsión al empresario Cristóbal López y lo embargó en 5.100 millones de pesos por una denuncia según la cual el gobierno través de Orly Terranova quería quedarse con Oil Combustibles, señalando en la investigación un plan del gobierno para ahogar financieramente a la empresa para quedarse con los medios de comunicación de la misma encarcelado al empresario y alinearlos al gobierno. En marzo de 2018 la Administración Federal de Ingresos Públicos intervino el Grupo por dicha intervención sería procesado Alberto Abad En 2018 sería denunciado en una nueva causa judicial por maniobras persecutorias que tendrían como intención silenciar a medios opositores a través de su quebranto económico, resultando en una imputación hecha por Marijuán y en la que pidió investigar al presidente Mauricio Macri, al extitular de AFIP Alberto Abad, Nicolás Caputo, Mario Quintana, José Torello y Javier Iguacel, entre otros.

### Década de 2020
En agosto de 2021 la Justicia Comercial dispuso la finalización de la quiebra de Oil Combustibles S.A.

## Divisiones de negocios
| Rubro                            | Nombre                                                                    |
| -------------------------------- | ------------------------------------------------------------------------- |
| Radios                           | Radio 10, Vale 97.5, Mega 98.3, Pop Radio 101.5, Radio One 103.7          |
| Televisión                       | C5N                                                                       |
| Portales de noticias             | Diario Registrado, Minutouno.com, El Patagónico, Rating Cero              |
| Editoriales y diarios            | Editorial Polar, Ámbito Financiero                                        |
| Productoras                      | Productora "La Corte" (61%), Pensado Para Televisión (81%), Ideas del Sur |
| Alimentos                        | Olivares del Sol                                                          |
| Producción                       | Álcalis de la Patagonia                                                   |
| Infraestructura                  | Oil Construcciones                                                        |
| Servicios y producción petrolera | Petrolera Cerro Negro, Oil M&S, Oil M&S E&P                               |
| Seguros                          | Providencia Compañía Argentina de Seguros SA                              |